# Don Pelmazo Bla, bla, bla... y las mil latas que da
Don Pelmazo Bla, bla, bla... y las mil latas que da, o simplemente Don Pelmazo, es una serie de historietas creada por Joan Rafart i Roldán, alias Raf, para los semanarios "Pulgarcito" y "Ven y Ven" en 1959.

## Trayectoria editorial
Bruguera lanzó en 1971 un álbum de historietas del personaje:
- Don Pelmazo: Rollos a porrillo (Olé!, núm. 42).[2]

La serie se publicaba entonces en "El DDT", "Super DDT" (1973), "Mortadelo Gigante" (1974) y "Mortadelo Especial" (1976).
En 1985 apareció también en la revista "Superlópez", de breve vida.

## Argumento y personajes
Don Pelmazo es espigado, calvo y va vestido con una gran gabardina y bufanda; la barba de sus primeras historietas acabó convertida en un simple bigote. Gusta de dar consejos a los viandantes, normalmente con pésimos resultados. En su carácter y modo de actuar, es por ello muy semejante a Don Cloroformo (1951) de Nadal y Don Polillo (1969) de Manuel Vázquez (1969).